# Turze (Myślibórz)
Pour les articles homonymes, voir Turze.
Turze est une localité polonaise de la gmina mixte de Dębno située dans le powiat de Myślibórz en voïvodie de Poméranie-Occidentale. Elle se situe à environ 25 km au sud-ouest de Myślibórz et 77 km au sud de la capitale régionale Szczecin.

## Géographie

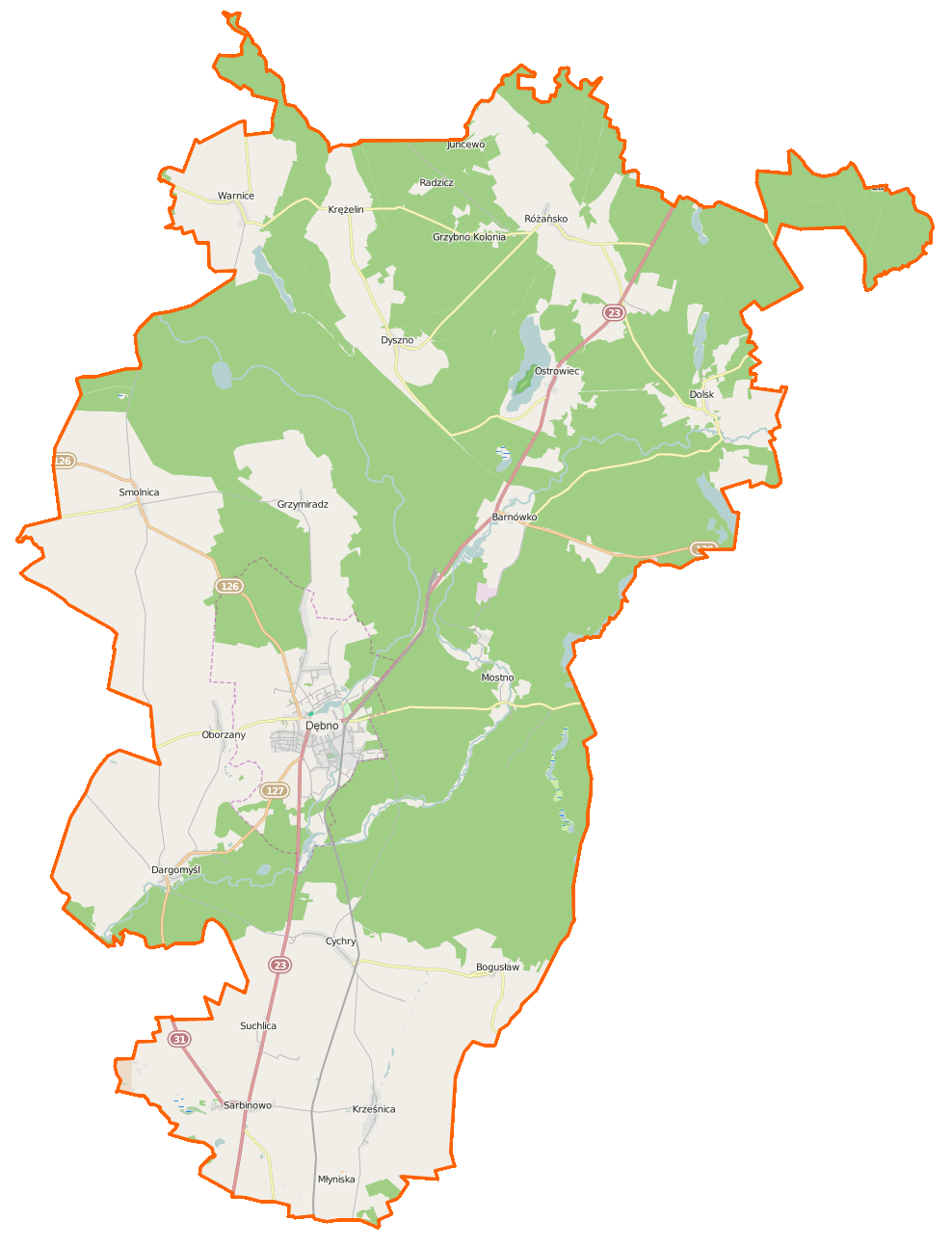
Carte de la gmina de Dębno.